# Жук (поезія)
Хрущ (пол. Chrząszcz) — поезія Яна Бжехви, відома в польській літературі своєю важкою вимовою навіть для дорослого носія мови.
| Польський оригіналⓘ                          | Фонетична транскрипція               | Український переклад                |
| -------------------------------------------- | ------------------------------------ | ----------------------------------- |
| W Szczebrzeszynie chrząszcz brzmi w trzcinie | [fʂt͡ʂɛbʐɛʂɨɲɛ xʂɔɰ̃ʂt͡ʂ bʐmi ftʂt͡ɕiɲɛ] | У Щебрешині жук дзижчить в очереті  |
| I Szczebrzeszyn z tego słynie.               | [iʂt͡ʂɛbʐɛʂɨn stɛɡɔ swɨɲɛ]            | І Щебрешин славиться цим.           |
| Wół go pyta: «Panie chrząszczu,              | [vuw ɡɔ pɨta paɲɛ xʂɔɰ̃ʂt͡ʂu]          | Віл його питає: „Пане хруще,        |
| Po cóż pan tak brzęczy w gąszczu?“           | [pɔ t͡suʂ pan tak bʐɛnt͡ʂɨ vɡɔɰ̃ʂt͡ʂu]   | Навіщо ви так дзижчите в гущавині?» |

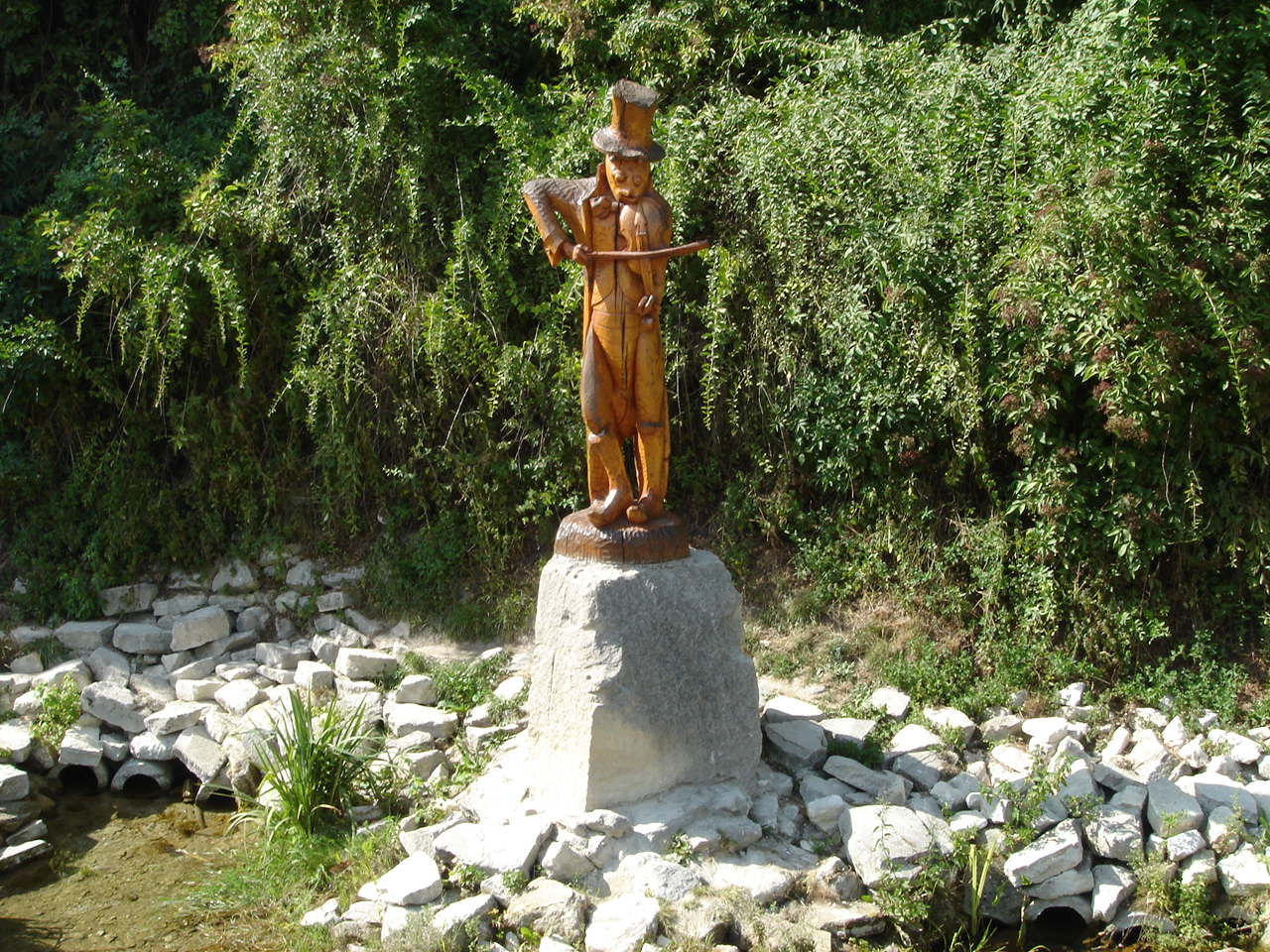
Пам'ятник герою поезії

Перший рядок «W Szczebrzeszynie chrząszcz brzmi w trzcinie» є відомою польською скоромовкою.
Хрущем (пол. chrząszcz) у вірші названо не власне жука (чи, зокрема, хруща), а цвіркуна.
Завдяки віршеві містечко Щебрешин широко відоме в Польщі. 2002 року в ньому поставили пам'ятник цвіркуну, й відтоді там проводиться щорічний фестиваль скульптур.